# Proyecto Manhigh

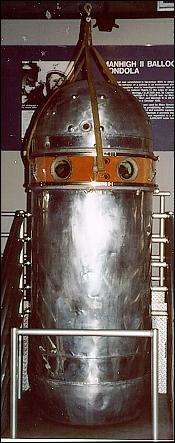
Góndola de la misión Manhigh 2.

El proyecto Manhigh fue un proyecto militar de los Estados Unidos establecido en 1955 para obtener datos científicos sobre el comportamiento de los globos aerostáticos en entornos por encima del 99 % de la atmósfera terrestre y para investigar los rayos cósmicos y sus efectos sobre las personas.
Durante el programa se realizaron tres vuelos:
- Manhigh 1: realizado por el capitán Joseph Kittinger el 2 de junio de 1957, llegando a los 29,6 km de altura.
- Manhigh 2: realizado por el mayor David Simons entre el 19 y el 20 de agosto de 1957, alcanzando los 30,95 km de altura.
- Manhigh 3: llevado a cabo por el teniente Clifton McClure el 8 de octubre de 1958, subiendo hasta 29,9 km de altura.

El peso total de la barquilla para la misión Manhigh 2, incluyendo piloto y equipamiento, fue de 747 kg, y cuando alcanzó su altitud máxima el diámetro del globo se había expandido hasta los 60 metros.